# マイク・ラインバック
マイケル・ウェイン・ラインバック（Michael Wayne "Mike" Reinbach、1949年8月6日 - 1989年5月20日）は、アメリカ合衆国・カリフォルニア州サンディエゴ出身の元プロ野球選手（外野手）。
メジャーリーグベースボール(以下：MLB)では左翼手、日本プロ野球(NPB)では右翼手と一塁手を主に守った。

## 経歴

### プロ入りとオリオールズ時代
1967年にカリフォルニア大学ロサンゼルス校(UCLA)に特待生として入学した。
1970年のMLBドラフト1巡目（全体の17番目）でボルチモア・オリオールズから指名され、契約。
1972年には3Aで打率.341、ホームラン31本、打点112を挙げている（シーズン当初の2Aの成績を含む）。この年の3AサザンリーグのMVPにも選出されている。
1973年オフにはベネズエラのウィンターリーグに参加した。
1974年にメジャーで12試合に出場した以外はオリオールズ傘下のマイナーでの生活だった。

### 阪神時代
1976年1月27日に阪神タイガースに入団。2月10日に来日。背番号｢40｣。やや打球判断に難はあったものの、華麗さを感じさせる守備や、一塁へのヘッドスライディングなどガッツあふれるプレーで「マイク」の愛称で親しまれた。入団当初は「ダメ外人」のレッテルを張られたものの、山内一弘打撃コーチのマンツーマン指導で打撃が開花した。
1977年以降もチームの主軸としてハル・ブリーデンと共に活躍。1979年にはベストナインに選ばれた。
1979年6月2日の江川卓のデビュー戦となる後楽園球場での対巨人戦では逆転3点本塁打を記録した。
1980年オフ自身は残留を望んでいたが、チーム方針により12月3日に退団した。

### 引退後
帰国後はビジネスマンをしていたが常に阪神のことを気にかけるなど、チームを愛した助っ人でもあった。しかし、私生活では妻との離婚や父親の死など不幸が相次いでいたと言われている。
1989年5月20日未明、自家用車を運転中に操作を誤り崖下に転落したことによる事故死という形で生涯を閉じた。ラインバックの死が当時の日刊スポーツに掲載されたが、あまりにも小さい記事だったためその内容を疑問視した一般人の男性が朝日放送のバラエティ番組『探偵!ナイトスクープ』に依頼して消息を尋ねた結果、現地社員により事実として伝えられ、ラインバックの事故死が確認された。
2007年に放送された同番組で、ラインバックのサインを書いた店の壁の上に壁紙を貼ってしまった店の店主が、サインを取り出して欲しいという依頼が来た。上の壁紙にもサインが書いてあり、両方残して欲しいという依頼だった。見事、専門業者を呼んで両方取り出すことができた。

## 詳細情報

### 年度別打撃成績
| 年 度    | 球 団    | 試 合 | 打 席 | 打 数 | 得 点 | 安 打 | 二 塁 打 | 三 塁 打 | 本 塁 打 | 塁 打 | 打 点 | 盗 塁 | 盗 塁 死 | 犠 打 | 犠 飛 | 四 球 | 敬 遠 | 死 球 | 三 振 | 併 殺 打 | 打 率 | 出 塁 率 | 長 打 率 | O P S |
| -------- | -------- | ----- | ----- | ----- | ----- | ----- | -------- | -------- | -------- | ----- | ----- | ----- | -------- | ----- | ----- | ----- | ----- | ----- | ----- | -------- | ----- | -------- | -------- | ----- |
| 1974     | BAL      | 12    | 23    | 20    | 2     | 5     | 1        | 0        | 0        | 6     | 2     | 0     | 0        | 0     | 1     | 2     | 1     | 0     | 5     | 0        | .250  | .304     | .300     | .604  |
| 1976     | 阪神     | 118   | 496   | 450   | 76    | 135   | 23       | 1        | 22       | 226   | 81    | 11    | 3        | 3     | 2     | 39    | 1     | 2     | 67    | 19       | .300  | .357     | .502     | .859  |
| 1977     | 阪神     | 109   | 441   | 381   | 58    | 124   | 23       | 2        | 14       | 193   | 62    | 14    | 5        | 1     | 5     | 48    | 2     | 6     | 54    | 14       | .325  | .405     | .507     | .911  |
| 1978     | 阪神     | 102   | 417   | 372   | 42    | 94    | 12       | 1        | 16       | 156   | 53    | 2     | 4        | 0     | 3     | 39    | 4     | 3     | 59    | 11       | .253  | .326     | .419     | .745  |
| 1979     | 阪神     | 130   | 535   | 472   | 79    | 146   | 23       | 1        | 27       | 252   | 84    | 0     | 3        | 0     | 2     | 58    | 3     | 3     | 86    | 20       | .309  | .387     | .534     | .921  |
| 1980     | 阪神     | 106   | 400   | 348   | 42    | 99    | 16       | 0        | 15       | 160   | 44    | 1     | 1        | 1     | 1     | 47    | 6     | 3     | 47    | 8        | .284  | .373     | .460     | .833  |
| MLB：1年 | MLB：1年 | 12    | 23    | 20    | 2     | 5     | 1        | 0        | 0        | 6     | 2     | 0     | 0        | 0     | 1     | 2     | 1     | 0     | 5     | 0        | .250  | .304     | .300     | .604  |
| NPB：5年 | NPB：5年 | 565   | 2289  | 2023  | 297   | 598   | 97       | 5        | 94       | 987   | 324   | 28    | 16       | 5     | 13    | 231   | 16    | 17    | 313   | 72       | .296  | .370     | .488     | .858  |

- 各年度の太字はリーグ最高

### 表彰
NPB
- ベストナイン：1回 （外野手部門：1979年）

### 記録
NPB
- オールスターゲーム出場：2回 （1979年、1980年）

### 背番号
- 9（1974年）
- 40（1976年 - 1980年）